# Universidad de Castilla-La Mancha
La Universidad de Castilla-La Mancha (UCLM) es una universidad pública española en la comunidad autónoma de Castilla-La Mancha con campus en Albacete, Cuenca, Ciudad Real y Toledo y sedes adicionales en Talavera de la Reina y Almadén. Su actual rector es, desde 2020, Julián Garde. Forma parte de la red universitaria Grupo 9 de Universidades.
Fue fundada en 1982, arrancando su primer curso académico en 1985, integrando los diferentes centros universitarios existentes en las cuatro provincias y que pertenecían a las universidades Complutense, Autónoma y Politécnica de Madrid, y la Universidad de Murcia (los centros de Albacete). En la actualidad cuenta con 30 000 alumnos y 2300 profesores, ofertando más de 50 titulaciones diferentes de grado y más de 100 de posgrado de todas las áreas del conocimiento.
La investigación es un pilar fundamental de la universidad, que cuenta con 35 centros e institutos de investigación y desarrollo entre los que destaca el Instituto de Desarrollo Regional así como con el Parque Científico y Tecnológico de Castilla-La Mancha. La biblioteca de la Universidad de Castilla-La Mancha cuenta con más de 1,3 millones de volúmenes.

## Símbolos
El escudo heráldico, la bandera y el sello de la universidad fueron aprobados el 24 de mayo de 1989. La descripción del textual del escudo o blasón es la siguiente:

«Escudo cuartelado. Primero partido, primero de gules con un castillo de oro, mazonado de sable y aclarado de azur, y segundo de plata pleno; Segundo cuartelado a su vez, primero y cuarto de plata pleno, y segundo y tercero de sinople con una estrella de plata de ocho puntas, y brochante sobre el todo del cuartelado una banda de gules; Tercero jironado de plata y sable con una cruz flordelisada, también de plata y sable puesta en color sobre metal y metal sobre color; y Cuarto de gules con una rueda dentada de oro. Al timbre Corona real española moderna.»
Diario Oficial de Castilla-La Mancha n.º 29 de 4 de julio de 1989

El primer cuartel de escudo hace alusión a las amas adoptadas por la comunidad autónoma de Castilla-La Mancha. El segundo cuartel hace referencia al escudo inmemorial de la Universidad de Sigüenza, que a su vez proviene de las armas familiares de su fundador, Juan López de Medina. El tercer cuartel, con la cruz de Santo Domingo de Guzmán, se refiere a la Orden de Predicadores o Dominicos, aludiendo a la relación con el Convento-Universidad Pontificia y Real de Ntra. Sra. del Rosario, en Almagro. El cuarto cuartel rememora el martirio de Santa Catalina de Alejandría, mártir que fue torturada con una rueda de cuchillos y que dio nombre al Colegio-Universidad de Santa Catalina, del que surgió la Real Universidad de Toledo.
El sello consiste en el escudo heráldico, orlado de la siguiente manera:

«Cuando el Escudo descrito anteriormente deba usarse como Sello irá rodeado de una filacteria u orla de oro, en forma ovalada, con la inscripción en caracterres romanos de sable (negro): "SIGILLVM VNIVERSITATIS CASTELLANO-LAMINITANAE. MCMLXXXII" en latín o bien: "SELLO DE LA UNIVERSIDAD DE CASTILLA-LA MANCHA. MCMLXXXII" en castellano.»
Diario Oficial de Castilla-La Mancha n.º 29 de 4 de julio de 1989

La descripción de la bandera es la siguiente:

«La Bandera de la Universidad de Castilla-La Mancha está formada por dos franjas verticales e igual anchura, roja junto al asta y blanca al vuelo. En su centro llevará el Escudo de la Universidad en sus colores naturales, sustituyendo los metales por sus equivalentes; oro por amarillo y plata por blanco. La altura del escudo será la mitad del alto de la bandera y las proporciones de éstas serán las de la bandera de España (2:3).»
Diario Oficial de Castilla-La Mancha n.º 29 de 4 de julio de 1989

## Historia

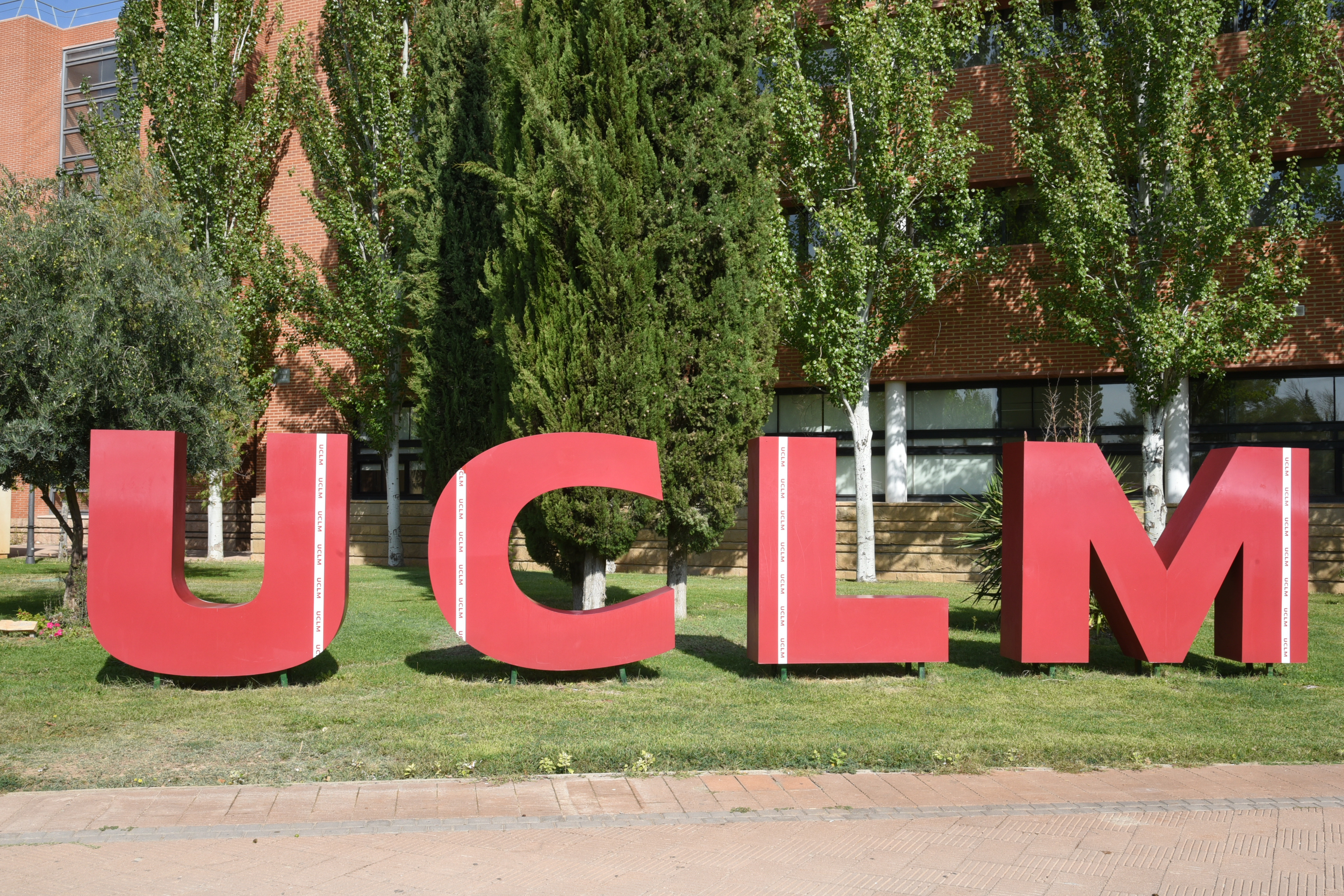
Siglas de la Universidad de Castilla-La Mancha

Aunque su creación formal data de 1982, es en octubre de 1985 cuando tiene lugar el efectivo nacimiento de la Universidad de Castilla-La Mancha. Su implantación representó la vocación de la comunidad autónoma por dotarse de un sistema universitario propio, al servicio de los casi dos millones de ciudadanos asentados en los 80.000 km² de su territorio. La entonces llamada Universidad Castellano-Manchega se creó mediante la Ley de 30 de junio de 1982, que se hizo efectiva en 1985, a través del Real Decreto por el que se creaban nuevos Centros y se integraban en la nueva universidad los ya existentes.
Aunque históricamente existieron diversas instituciones de educación superior en lo que actualmente es el territorio de la comunidad autónoma de Castilla-La Mancha, como fueron la Real y Pontificia Universidad de Nuestra Señora del Rosario, de Almagro, creada en 1550 y suprimida en 1807; la Universidad de San Antonio Portaceli, de Sigüenza, donde se pudieron obtener grados académicos desde 1489, convertida en colegio agregado a la Universidad de Alcalá en 1824 y clausurada en 1837; y, sobre todo, la Real y Pontificia Universidad de Santa Catalina, de Toledo, creada en 1485 y convertida en 1845 en instituto de segunda enseñanza. Previamente, desde 1172 aparecen en la Ciudad Imperial las Escuelas "catedralicias" origen de la histórica Escuela de Traductores, que hoy tiene una vida renovada.
Con la creación la Universidad de Castilla-La Mancha se integran en una misma institución los diferentes centros universitarios existentes en la región que hasta ese momento habían dependido de distintas universidades: Complutense y Politécnica de Madrid, los de Ciudad Real y Toledo; Autónoma de Madrid, los de Cuenca; y Murcia, los de Albacete. A estos centros se les irán añadiendo posteriormente facultades y escuelas de nueva creación hasta configurar lo que hoy es la Universidad de Castilla-La Mancha. En 1982, el profesor Javier de Cárdenas y Chávarri es nombrado presidente de la Comisión Gestora encargada de poner en marcha la Universidad de Castilla-La Mancha. Un año más tarde, y hasta 1988, este cargo sería ocupado por el profesor Isidro Ramos Salavert, actualmente Rector Honorario de la Universidad de Castilla-La Mancha.

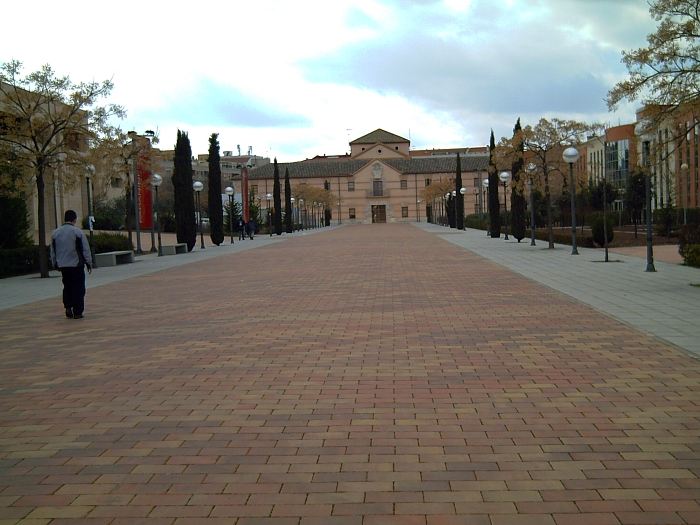
Rectorado de la UCLM en el Campus de Ciudad Real

Durante el año 1995 se creó, por aprobación en Consejo de Gobierno, el Consejo de Representantes de Estudiantes de la UCLM (CRE), cuyo primer presidente fue Luis Cabeza. A día de hoy, este organismo sigue siendo el representante oficial de los más de 30.000 estudiantes de la UCLM. Entre sus actividades, se pueden destacar las 15 ediciones de la Semana Cultural de los Estudiantes, junto con el "Día Grande" (Intercampus), las Campañas de Juguetes Solidarios de Navidad, y la activa participación en la creación del Consejo de Estudiantes Universitarios del Estado (CEUNE).
En el claustro celebrado el 17 de marzo de 1988 en Ciudad Real fue elegido como primer rector de la UCLM el catedrático de Derecho Penal y hasta entonces decano de la Facultad de Derecho de Albacete, Luis Arroyo Zapatero, quien sería reelegido en 1991, 1995 y 1999. En 2003 es elegido para sucederle el Catedrático de Química Física Ernesto Martínez Ataz, quien permanecería en el cargo hasta diciembre de 2011, fecha en la que fue proclamado rector el catedrático de Derecho Financiero y Tributario Miguel Ángel Collado Yurrita hasta 2020. En las elecciones de 2020 fue elegido rector de la Universidad de Castilla-La Mancha el catedrático Julián Garde.
| Rector                       | Inicio | Final |
| ---------------------------- | ------ | ----- |
| Luis Arroyo Zapatero         | 1988   | 2003  |
| Ernesto Martínez Ataz        | 2003   | 2011  |
| Miguel Ángel Collado Yurrita | 2011   | 2020  |
| José Julián Garde López-Brea | 2020   |       |
En 2006 la UCLM celebró, en su Campus de Albacete, el único evento en español que celebró los 50 años de la Inteligencia Artificial (Conferencia de Dartmouth), el Campus Multidisciplinar en Percepción e Inteligencia de Albacete 2006, que contó con la presencia de cientos de ponentes europeos y americanos, entre ellos Rodolfo Llinás, José Mira Mira o Héctor Geffner.

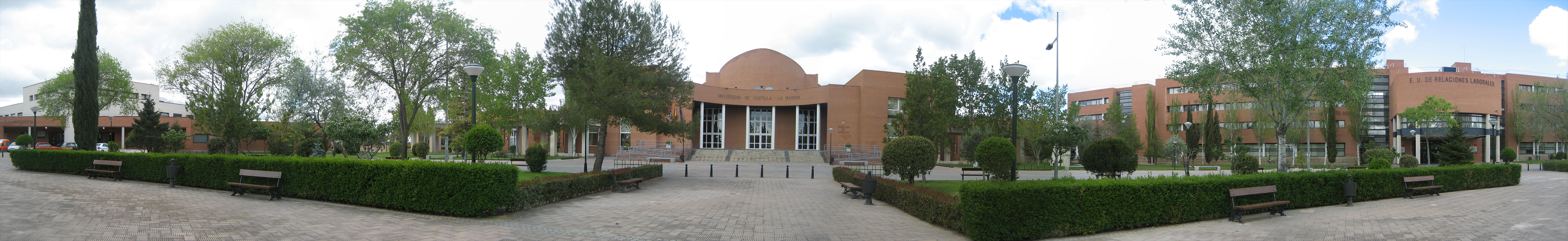
Vista panorámica de la Plaza de la Universidad de la Ciudad Universitaria de Albacete, uno de los campus de Albacete

## Campus y centros docentes

### Campus de Albacete

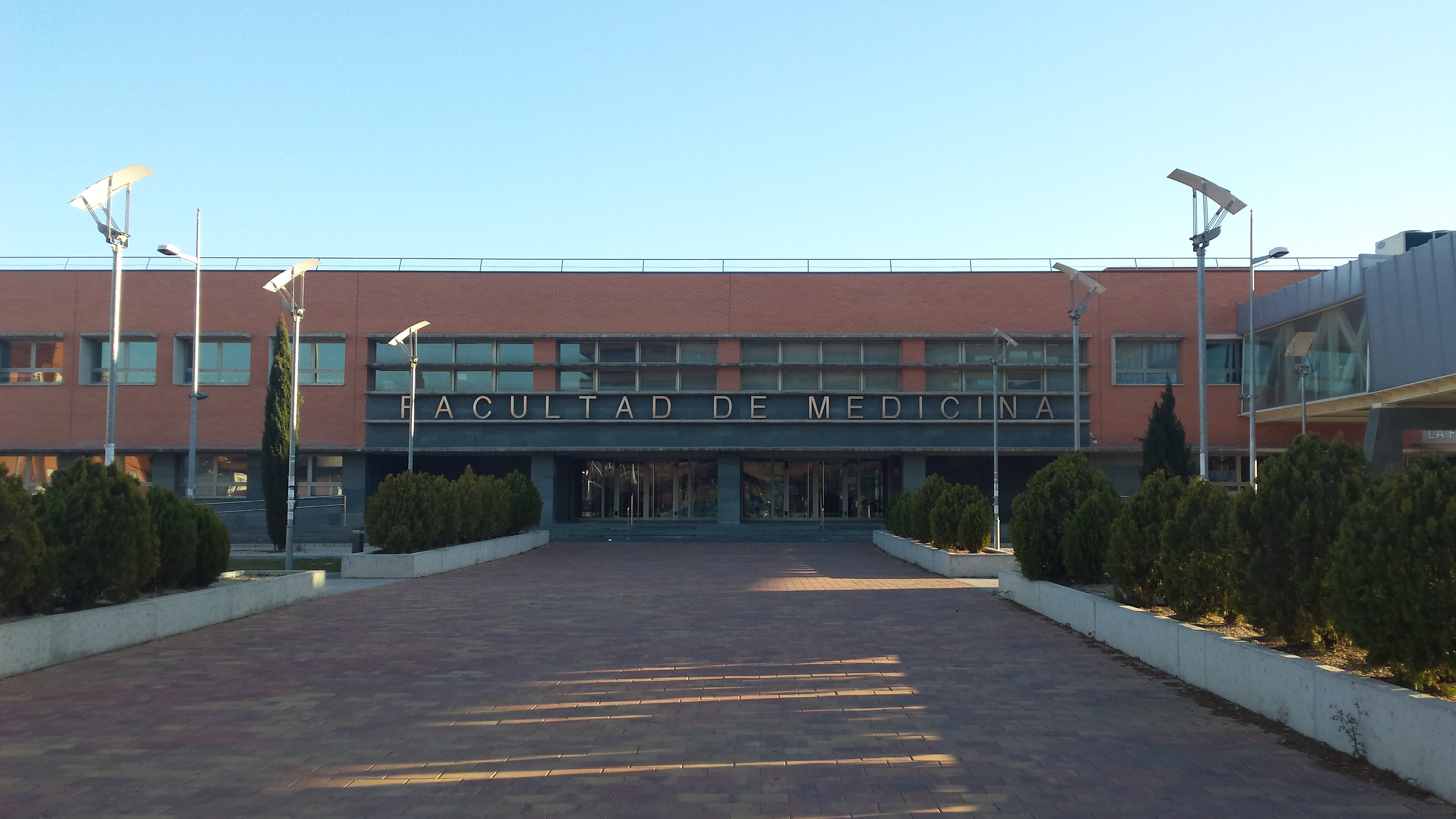
Facultad de Medicina de Albacete

La Universidad de Castilla-La Mancha en Albacete se estructura en dos campus, la Ciudad Universitaria, en el sur de la ciudad, y el Campus Biosanitario, especializado en ciencias de la salud, en el sureste, con los siguientes centros:
- Facultad de Medicina
- Facultad de Ciencias Económicas y Empresariales
- Facultad de Derecho
- Facultad de Humanidades
- Escuela Técnica Superior de Ingenieros Agrónomos y de Montes
- Escuela Superior de Ingeniería Informática
- Escuela Técnica Superior de Ingenieros Industriales
- Facultad de Enfermería
- Facultad de Educación
- Facultad de Relaciones Laborales y Recursos Humanos
- Facultad de Farmacia

### Campus de Ciudad Real

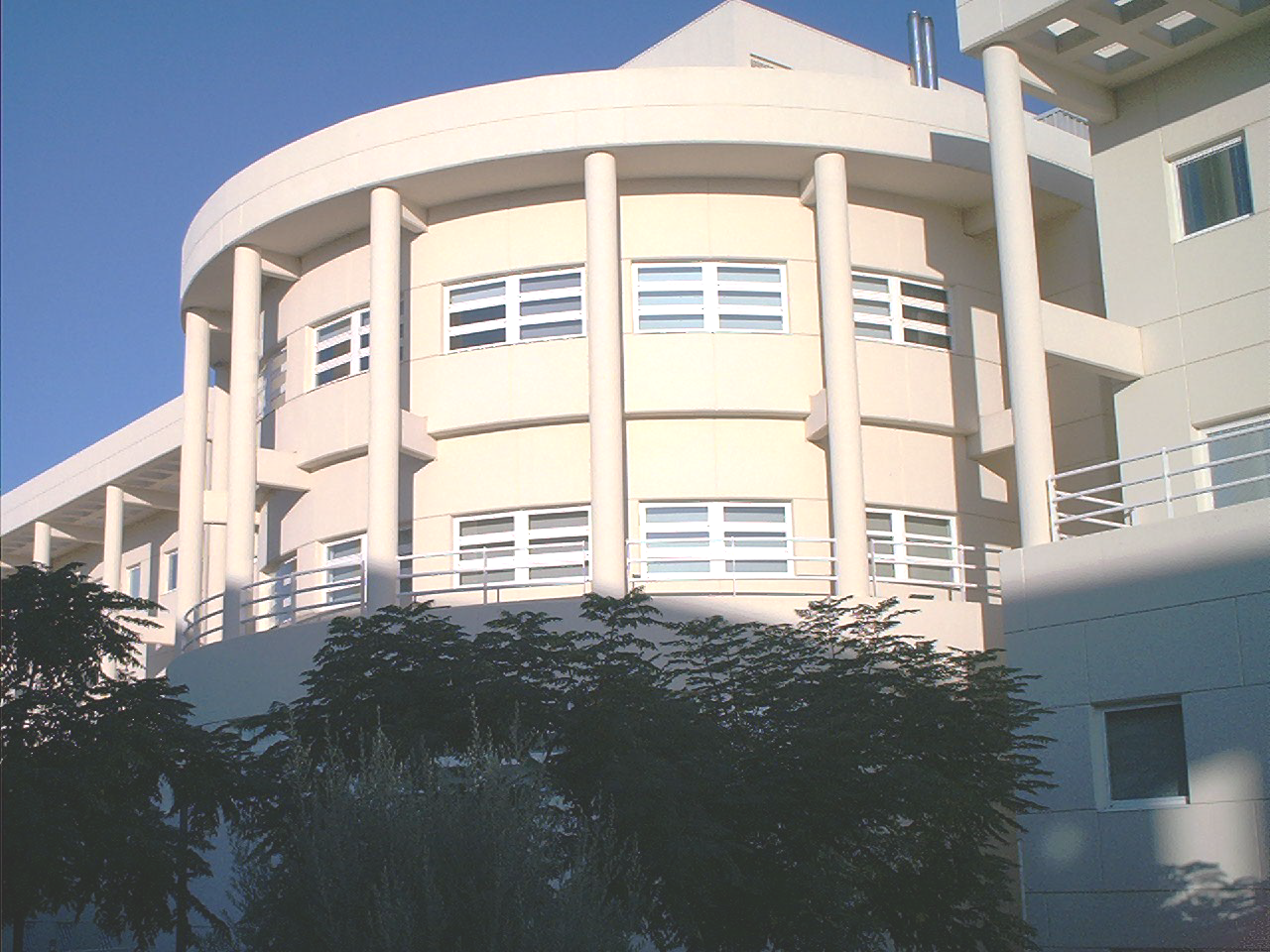
Facultad de Letras de Ciudad Real

El campus de Ciudad Real se encuentra en el noreste de la capital ciudadrealeña, albergando el rectorado de la universidad. Cuenta con un centro asociado en Almadén. Los centros que componen el campus son:
- Facultad de Tecnologías y Ciencias Químicas
- Facultad de Derecho y Ciencias Sociales
- Facultad de Letras
- Facultad de Educación
- Escuela Técnica Superior de Ingenieros de Caminos, Canales y Puertos
- Escuela Superior de Informática
- Escuela Técnica Superior de Ingeniería Industrial
- Escuela de Ingenieros Agrónomos
- Facultad de Medicina
- Facultad de Enfermería

Centro asociado de Almadén
- Escuela de Ingeniería Minera e Industrial

### Campus de Cuenca

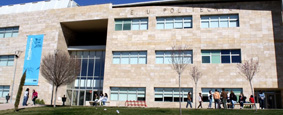
Escuela Politécnica en el Campus de Cuenca

El campus de Cuenca se ubica en el norte de la capital conquense, con los siguientes centros:
- Facultad de Ciencias Sociales
- Facultad de Bellas Artes
- Facultad de Ciencias de la Educación y Humanidades
- Escuela Politécnica
- Facultad de Enfermería
- Facultad de Educación
- Facultad de Trabajo Social
- Facultad de Comunicación

### Campus de Toledo

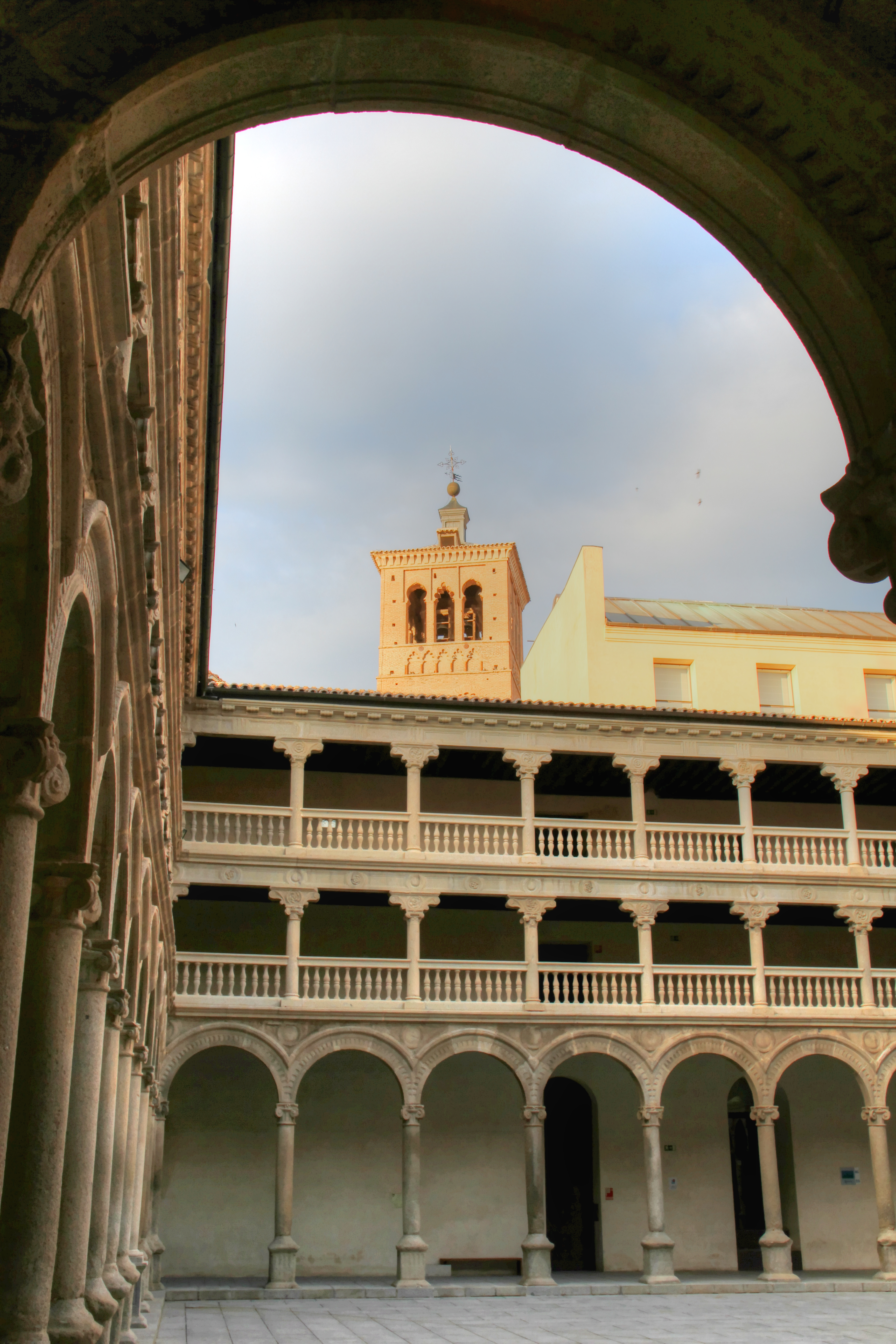
Claustro Real o de los Estudios Generales del Convento de San Pedro Mártir, sede de la Facultad de Ciencias Jurídicas y Sociales del Campus de Toledo

El campus de Toledo está situado al noroeste de la capital toledana, en la Fábrica de Armas. Además, dos centros docentes se ubican en el casco histórico. Cuenta con dos centros asociados en Talavera de la Reina. Los centros que componen el campus son:
- Facultad de Ciencias Jurídicas y Sociales
- Facultad de Ciencias Ambientales y Bioquímica
- Facultad de Ciencias del Deporte
- Facultad de Humanidades
- Facultad de Educación
- Escuela de Enfermería y Fisioterapia
- Escuela de Ingeniería Industrial
- Escuela de Arquitectura

Centros asociados de Talavera de la Reina
- Facultad de Ciencias de la Salud, anteriormente denominada Facultad de Terapia Ocupacional, Logopedia y Enfermería
- Facultad de Ciencias Sociales

## Centros e institutos de investigación

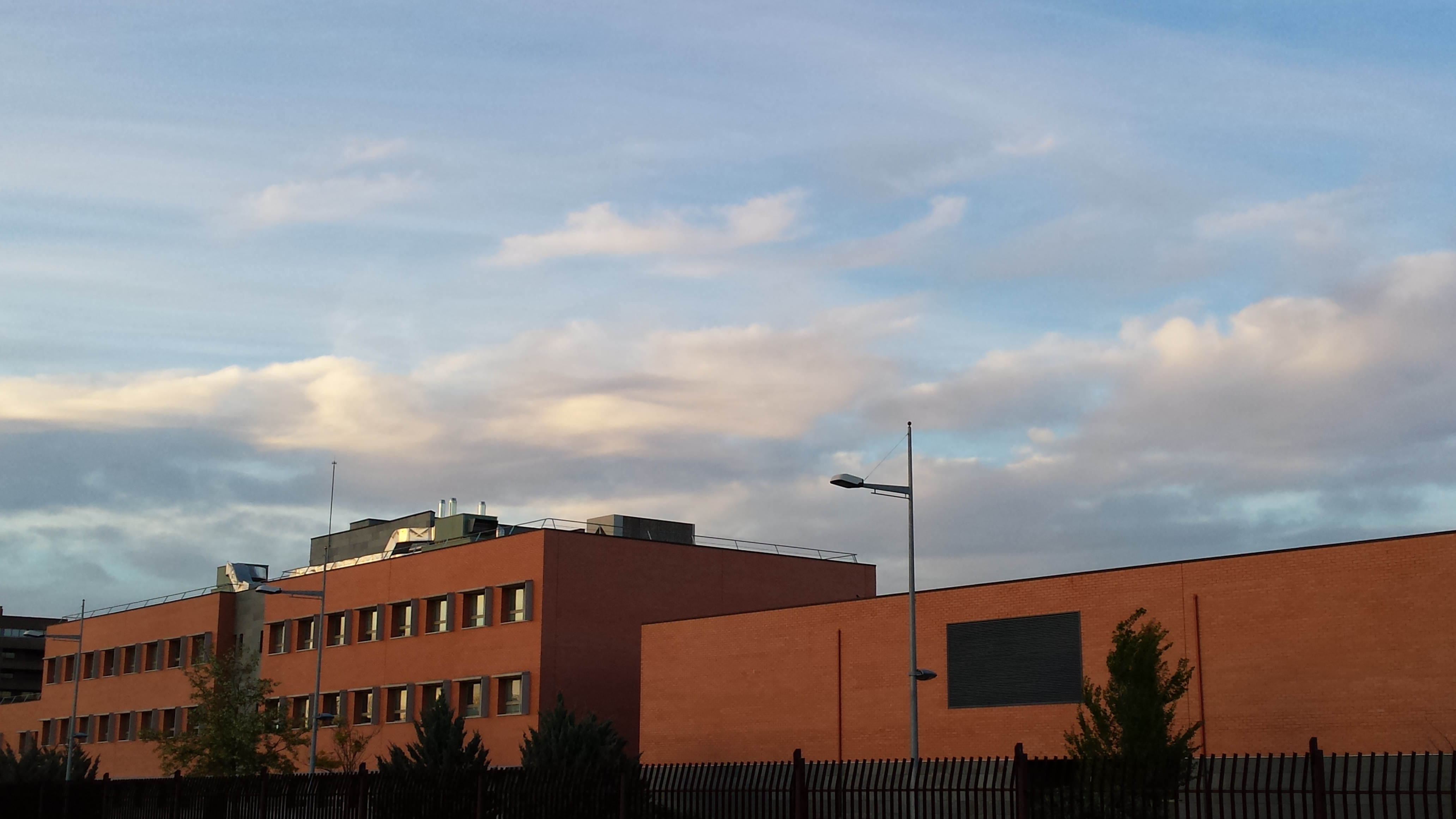
Centro Regional de Investigaciones Biomédicas (Albacete)

La Universidad de Castilla-La Mancha cuenta con los siguientes centros e institutos de investigación, ordenados por campus:
Campus de Albacete
- Centro de Estudios y Documentación de las Brigadas Internacionales
- Centro de Estudios Territoriales Iberoamericanos
- Centro de Investigación en Criminología de Albacete
- Centro Regional de Estudios del Agua
- Centro Regional de Investigaciones Biomédicas
- Instituto Botánico de Castilla-La Mancha
- Instituto de Desarrollo Regional
- Instituto de Investigación en Discapacidades Neurológicas
- Instituto de Investigación en Energías Renovables
- Instituto de Investigación en Informática de Albacete

Campus de Cuenca
- Centro de Creación Experimental
- Centro de Estudios de Promoción de la Lectura y Literatura Infantil
- Centro de Estudios Sociosanitarios
- Instituto de Tecnologías Audiovisuales
- Museo Internacional de Electrografía Digital

Campus de Ciudad Real
- Centro de Estudios de Castilla-La Mancha
- Centro Europeo y Latinoamericano para el Diálogo Social
- Instituto "Almagro" de Teatro Clásico
- Instituto de Derecho Penal Europeo e Internacional
- Instituto de Geología Aplicada de Almadén
- Instituto de Investigación en Recursos Cinegéticos
- Instituto de Investigaciones Energéticas y Aplicaciones Industriales
- Instituto de Matemática Aplicada a la Ciencia y la Ingeniería
- Instituto de Resolución de Conflictos
- Instituto de Tecnología Química y Medioambiental de Ciudad Real
- Instituto de Tecnologías y Sistemas de Información
- Instituto Regional de Investigación Científica Aplicada
- Instituto "Enrique Castillo" de Investigación en Ingeniería Civil y Arquitectura
- Instituto de Investigación en Combustión y Contaminación Atmosférica

Campus de Toledo
- Centro de Estudios del Consumo
- Centro de Estudios Europeos "Luis Ortega"
- Centro Internacional de Estudios Fiscales
- Escuela de Traductores de Toledo
- Instituto de Ciencias Ambientales
- Instituto de Nanociencia, Nanotecnología y Materiales Moleculares

## Oferta académica

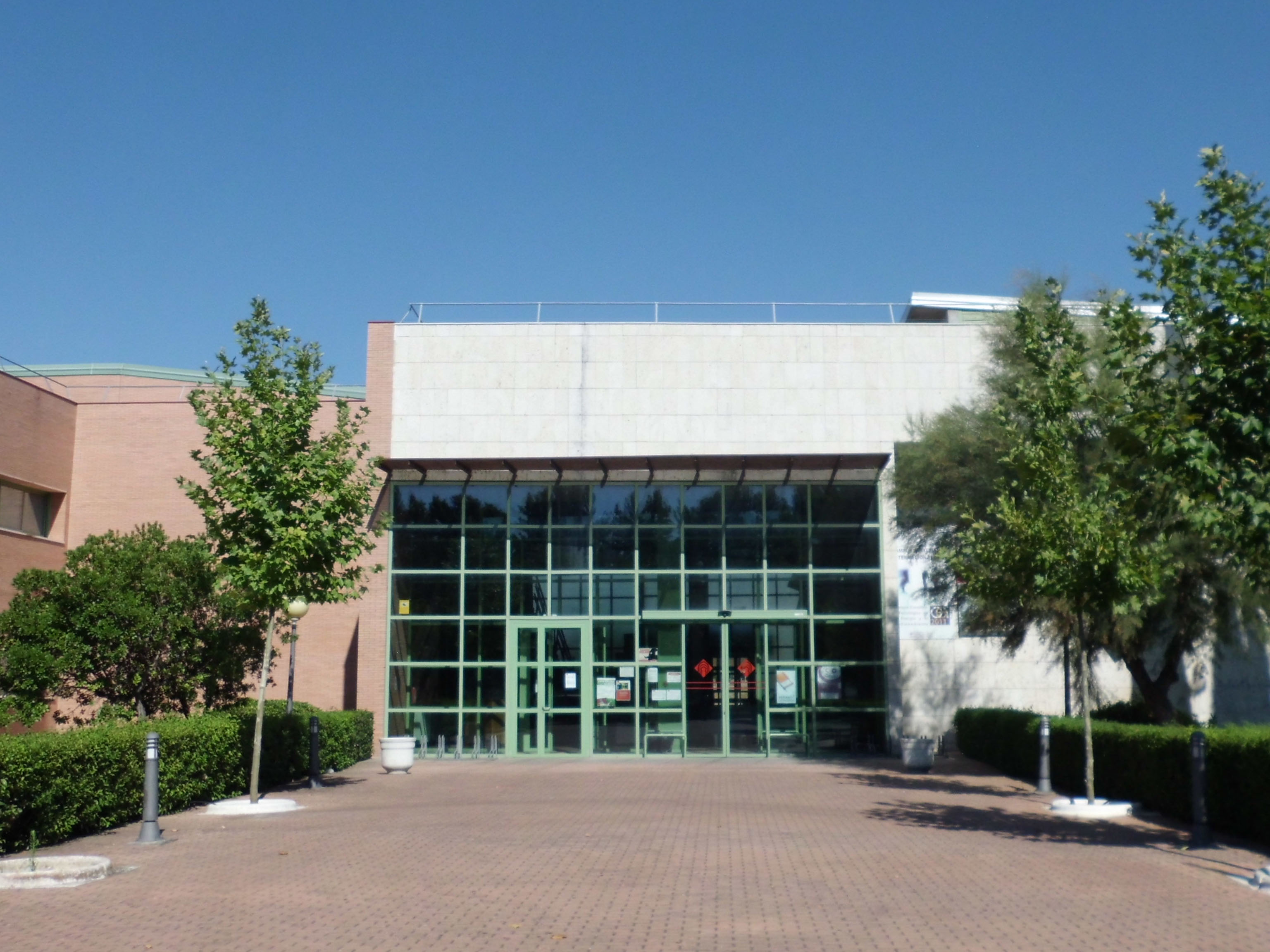
UCLM en Talavera de la Reina

En los 34 centros indicados, se pueden cursar 54 titulaciones que se imparten en la Universidad de Castilla-La Mancha. La plantilla de profesorado para impartir la docencia la forman 2.147 profesores para el curso académico 2005-06, de los cuales 950 pertenecen a los cuerpos docentes universitarios. Un total de 1.010 profesores tiene el título de doctor, y se cuenta entre la plantilla con 757 sexenios de investigación reconocidos.
Dentro de la oferta de postgrado, se imparten este curso un total de 42 programas de doctorado, de los cuales 13 cuentan con la mención de calidad otorgada por la Agencia Nacional de Calidad y Acreditación (ANECA). Dentro de las titulaciones propias, también se imparten 25 titulaciones de Máster, 125 de Especialista y 5 de Experto.
Asimismo dispone de una ciclo de segundo grado, Antropología Social, impartido en los cuatro campus mediante videoconferencia, en colaboración con la Universidad Complutense de Madrid.